# Megachile tridentata
Megachile tridentata är en biart som beskrevs av William Harris Ashmead 1900. Megachile tridentata ingår i släktet tapetserarbin, och familjen buksamlarbin. Inga underarter finns listade i Catalogue of Life.